# SKNFA Superliga
La Saint Kitts Premier Division es la categoría mayor de fútbol de San Cristóbal y Nieves, organizada por la Asociación de Fútbol de San Cristóbal y Nieves desde 1980.

## Formato
El torneo se juega con una primera ronda, donde los 12 equipos se enfrentan todos contra todos a 2 vueltas, donde los 4 primeros lugares avanzan a la siguiente fase. El último clasificado de la primera ronda desciende a Segunda, mientras que el penúltimo clasificado de Primera juega una promoción contra el ganador del playoff por el segundo lugar de la segunda categoría.
En la segunda ronda, los 4 equipos se enfrentan todos contra todos a una vuelta, donde los 2 primeros lugares avanzan a la final para ver quien será el campeón.
Desde la temporada 2009/10, los equipos de San Cristóbal y Nieves no participan en el Campeonato de Clubes de la CFU ni en la Concacaf Liga Campeones.

## Equipos 2025
| Equipo                 | Ciudad              | Estadio     |
| ---------------------- | ------------------- | ----------- |
| Bath United            | Charlestown (Nevis) | Warner Park |
| Cayon Rockets          | Cayon               | Warner Park |
| Conaree FC             | Basseterre          | Warner Park |
| Mantab United          | Basseterre          | Warner Park |
| Old Road Jets          | Basseterre          | Warner Park |
| Sandy Point FC         | Basseterre          | Warner Park |
| Security Forces United | Basseterre          | Warner Park |
| St. Paul's United      | Basseterre          | Warner Park |
| St. Peters             | Basseterre          | Warner Park |
| Village Superstars     | Champsville         | Warner Park |

## Palmarés
| Año       | Campeón               |
| --------- | --------------------- |
| 1932-1951 | Desconocido           |
| 1951-52   | Rovers FC             |
| 1953-1962 | Desconocido           |
| 1963      | Manchester United FC  |
| 1964      | Santos FC             |
| 1965      | Manchester United FC  |
| 1966-1973 | Desconocido           |
| 1974      | Santos FC             |
| 1975      | Rivals FC             |
| 1976      | Santos FC             |
| 1977      | Rivals FC             |
| 1978      | Village Superstars FC |
| 1979      | Desconocido           |
| 1980      | Village Superstars FC |
| 1981      | Newtown United FC     |
| 1982-83   | Desconocido           |
| 1984      | Newtown United FC     |
| 1985      | Desconocido           |
| 1986      | Garden Hotspurs FC    |
| 1987      | Newtown United FC     |
| 1988      | Newtown United FC     |
| 1989      | Newtown United FC     |
| 1990      | Garden Hotspurs FC    |
| 1991      | Village Superstars FC |
| 1992      | Newtown United FC     |
| 1993      | Newtown United FC     |
| 1994      | Garden Hotspurs FC    |
| 1995      | Newtown United FC     |
| 1996      | Newtown United FC     |
| 1997      | Newtown United FC     |
| 1998      | Newtown United FC     |
| 1999      | St Paul's United FC   |
| 2000-01   | Garden Hotspurs FC    |
| 2001-02   | Cayon Rockets FC      |
| 2002-03   | Village Superstars FC |
| 2003-04   | Newtown United FC     |
| 2004-05   | Village Superstars FC |
| 2005-06   | Village Superstars FC |
| 2006-07   | Newtown United FC     |
| 2007-08   | Newtown United FC     |
| 2008-09   | St Paul's United FC   |
| 2009-10   | Newtown United FC     |
| 2010-11   | Village Superstars FC |
| 2011-12   | Newtown United FC     |
| 2012-13   | Conaree FC            |
| 2013-14   | St Paul's United FC   |
| 2014-15   | St Paul's United FC   |
| 2015-16   | Cayon Rockets FC      |
| 2016-17   | Cayon Rockets FC      |
| 2017-18   | Village Superstars FC |
| 2018-19   | Abandonado            |
| 2019-20   | St Paul's United FC   |
| 2020-21   | No disputado          |
| 2021-22   | St Paul's United FC   |
| 2023      | Village Superstars    |
| 2024      | St Paul's United FC   |
| 2025      |                       |

## Títulos por club
| Club                  | Ciudad     | Campeón | Años campeón                                                                                   |
| --------------------- | ---------- | ------- | ---------------------------------------------------------------------------------------------- |
| Newtown United FC     | Basseterre | 16      | 1981, 1984, 1987, 1988, 1989, 1992, 1993, 1995, 1996, 1997, 1998, 2004, 2007, 2008, 2010, 2012 |
| Village Superstars FC | Basseterre | 9       | 1978, 1980, 1991, 2003, 2005, 2006, 2011, 2018, 2023                                           |
| St Paul's United FC   | Basseterre | 7       | 1999, 2009, 2014, 2015, 2020, 2022, 2024                                                       |
| Garden Hotspurs FC    | Basseterre | 4       | 1986, 1990, 1994, 2001                                                                         |
| Cayon Rockets FC      | Cayon      | 3       | 2002, 2016, 2017                                                                               |
| Santos FC             |            | 3       | 1964, 1974, 1976                                                                               |
| Manchester United FC  |            | 2       | 1963, 1965                                                                                     |
| Rivals FC             |            | 2       | 1975, 1977                                                                                     |
| Conaree FC            | Basseterre | 1       | 2013                                                                                           |

## Clasificación histórica
- Clasificación histórica la SKNFA Superliga desde 2009-10 bajo el nombre SKNFA Super League, hasta finalizada la temporada 2021. Un total de 20 clubes han formado parte de la máxima categoría del fútbol de San Cristóbal y Nieves.
- No cuenta los resultados de los Playoffs.
- En color verde los equipos que disputan la SKNFA Superliga 2023.
- En color azul los equipos que disputan la SKNFA Primera División 2023.

| N.º | Club                                | Temp. | P.D. | P.G. | P.E. | P.P. | G.F. | G.C. | Dif. | Puntos |
| --- | ----------------------------------- | ----- | ---- | ---- | ---- | ---- | ---- | ---- | ---- | ------ |
| 1   | St Paul's United                    | 12    | 290  | 176  | 68   | 46   | 594  | 223  | +371 | 586    |
| 2   | Village Superstars FC               | 12    | 290  | 158  | 68   | 64   | 649  | 298  | +351 | 542    |
| 3   | Garden Hotspurs FC                  | 12    | 290  | 147  | 66   | 77   | 496  | 326  | +170 | 507    |
| 4   | Conaree FC                          | 12    | 290  | 152  | 66   | 72   | 559  | 302  | +247 | 498    |
| 5   | Newtown United FC                   | 12    | 290  | 141  | 72   | 77   | 568  | 334  | +234 | 495    |
| 6   | St Peters Strikers FC               | 12    | 290  | 118  | 59   | 113  | 506  | 404  | +102 | 413    |
| 7   | Cayon Rockets                       | 9     | 221  | 103  | 45   | 73   | 391  | 255  | +136 | 354    |
| 8   | Saddlers United FC                  | 9     | 224  | 56   | 47   | 121  | 251  | 383  | -132 | 215    |
| 9   | Mantab United FC                    | 7     | 187  | 38   | 35   | 114  | 203  | 422  | -219 | 149    |
| 10  | St Thomas Trinity Strikers FC       | 6     | 147  | 27   | 26   | 94   | 117  | 344  | -227 | 107    |
| 11  | United Old Road Jets FC             | 4     | 98   | 26   | 16   | 56   | 129  | 187  | -58  | 94     |
| 12  | Bath United                         | 2     | 49   | 7    | 3    | 39   | 42   | 139  | -97  | 24     |
| 13  | KFC Challengers United              | 3     | 69   | 6    | 6    | 57   | 66   | 246  | -180 | 24     |
| 14  | Trafalgar Southstars FC             | 2     | 44   | 6    | 3    | 35   | 37   | 129  | -92  | 21     |
| 15  | Dieppe Bay Eagles FC                | 2     | 49   | 6    | 2    | 41   | 31   | 185  | -154 | 20     |
| 16  | Clarence Fitzroy Bryant College FC  | 1     | 18   | 3    | 2    | 13   | 17   | 49   | -32  | 11     |
| 17  | Rivers of Living Water FC           | 1     | 27   | 2    | 1    | 24   | 27   | 131  | -104 | 7      |
| 18  | Security Forces United FC           | 1     | 22   | 1    | 3    | 18   | 27   | 105  | -78  | 6      |
| 19  | Washington Archibald High School FC | 1     | 18   | 1    | 2    | 15   | 9    | 85   | -76  | 5      |
| 20  | Sandy Point FC                      | 1     | 27   | 1    | 0    | 26   | 8    | 150  | -142 | 3      |